# La extraña posición (canción)
«La extraña posición» es una canción de la cara B del disco No pintamos nada... Para el álbum de Ya viene el Sol, tanto Nacho Cano como José María tenían entre ambos, un total de cuarenta y tantas canciones, que eran candidatas a formar parte de la lista de canciones del álbum completo. De estas cuarenta canciones sólo logran entrar en el repertorio del álbum, diez temas musicales: tres, que son de José María y siete, escritos por Nacho Cano; el resto de las canciones quedaron descartadas y "La extraña posición" es una de esas canciones que no fue incluida dentro del álbum, a pesar de la buena producción que tiene esta obra musical.
En la etapa de grabación de las maquetas para las canciones que, en primera instancia, iban a entrar en el álbum, esta canción se titulada "Los coros cantan" y que luego, en el proceso de selección de los temas finales, quedó descartada para formar parte del track-list del LP, no porque el tema no gustara sino por la falta de espacio en el disco de vinilo ya que para este álbum, casi todas las canciones eran más largas que la de álbumes anteriores, ninguna bajaba de los 4 minutos.

## Estructura de la canción
Se trata de una canción hecha en "up-tempo", es decir, es una canción de ritmo muy rápido con una base de teclados y baterías ejecutados enérgicamente, lo cual hace que el tema en sí tenga cierto matiz roquero, que le va muy bien.
La canción trata de un hombre,que al llegar a casa, encuentra a su mujer con otro hombre en una extraña posición (sexual) y acto seguido, se produce el asesinato de la mujer a manos del que resultó engañado, mientras que el amante "se va por la ventana", terminando éste, preso al final y sentenciado a cadena perpetua.